# Escadabius
Escadabius is een geslacht van hooiwagens uit de familie Escadabiidae.
De wetenschappelijke naam Escadabius is voor het eerst geldig gepubliceerd door Roewer in 1949. 

## Soorten
Escadabius omvat de volgende 3 soorten:
- Escadabius schubarti
- Escadabius spinicoxa
- Escadabius ventricalcaratus